# Kartäuserkloster Schivelbein
Die Kartause Schivelbein war ein Kloster des Kartäuserordens in  der Stadt Schivelbein in Hinterpommern  (heute Woiwodschaft Westpommern), das etwa ein Jahrhundert lang bestand.

## Geographische Lage
Das Areal mit den Klostergebäuden lag in einer Feldmark außerhalb der Stadtmauer im Nordwesten der Stadt Schivelbein am linken Ufer der Rega in Ufernähe. An dem festungsartig von Wällen umgebenen Standort etwa 400 Meter Luftlinie südwestlich des späteren Bahnhofs Schivelbein befanden sich nach Aufhebung der Kartause das Wohnhaus und die Wirtschaftsgebäude des Gutshofs Wachholzhausen, nach dem später der Stadtteil Wachholzhausen benannt worden ist. Die Stadt Schivelbein liegt etwa 90 Kilometer nordöstlich von Stettin und 40 Kilometer südlich von Köslin.

## Geschichte

Lage des Schivelbeiner Ortsteils Wachholzhausen mit dem ehemaligen Klosterareal und späteren Gutshaus-Areal auf einem Messtischblatt von 1890

Historische Namensformen des Kartäuserklosters Schivelbein sind Kartause Godes-Vrede (1447), Kartause Gottesfriede, Kartause Marienfried, Chartreuse de la Paix de Dieu, lateinisch: Domus Pacis Dei, auch Cartusia Pacis Dei (in nova Marchia).
Die Gründung des Klosters fällt in den Zeitraum 1440–1443 und ging auf eine Initiative der Ratsmänner der Stadt Schivelbein zurück, die außerhalb der Stadtmauer ein geeignetes Baugelände zur Verfügung gestellt hatten und mit dem Wunsch der Klostergründung an den Deutschen Orden herangetreten waren. In den Annalen der Stadt wird 1440 als Gründungsjahr bezeichnet, Hoogeweg nennt 1442 als Gründungsjahr, Kratz das Jahr 1443.
Der Historiker Hirsch bezeichnet Heinrich von Borcke als Stifter des Klosters, da dieser den Kartäusermönchen Baumaterial, insbesondere Kalk in unbegrenzter Menge, zur Verfügung gestellt hatte.
Die Durchführung des Bauvorhabens war auf der Seite des Ordens vom Hochmeister Konrad von Erlichshausen (erwählt 12. April 1441) tatkräftig unterstützt worden; am 16. Oktober 1442 bestätigte er den Kartäusern ihren Grundbesitz und machte ihnen auch ein namhaftes Geldgeschenk. Das neue Kloster erhielt den Namen Pax Dei („Gottesfriede“). Unter einem im 17. Jahrhundert angefertigten Bildnis Erlichhausens steht:
Idem alias fundavit Cartusiam Pacis Dei in Schivelbein in Pomerania sitam. („Außerdem gründete er die Kartause Gottesfriede, die in Schivelbein in Pommern gelegen ist.“)
Beträchtliche wirtschaftliche Unabhängigkeit erreichte das Kloster aber erst durch die Überweisung größerer Liegenschaften. Eine solche erfolgte 1443 durch die in der Gegend reich begüterte Familie von Wedel, die dem Kloster das ganze väterliche Erbe in Ritzig schenkte, bestehend aus 24 Hufen, darunter fünf Schulzenhufen und das Kichenlehen mit vier Hufen.
In Ermangelung einer Stiftungsurkunde wurde 1447 unter dem Vorsitz Erlichhausens eine Zeugenbefragung anberaumt, um das seit der Klostergründung bestehende Rechtsverhältnis zu klären. Der Bürgermeister und die Ratsmänner gaben zu Protokoll, dem Prior Hennyng, dem Vikar Bartolomeus, dem Prokurator Johannes und dem ganzen Konvent der Kartäuser sei für den Zweck der Klostergründung ein Baugelände an der Rega und zur größeren Sicherheit ein Haus in der Stadt zur Verfügung gestellt worden. Für den Fall, dass das Kloster eingehen sollte, sei bestimmt worden, dass die Stätte und das Haus dann an die Stadt zurückfallen sollen.
Seit etwa Mitte des 15. Jahrhunderts war das Kloster wirtschaftlich gut situiert und in der Lage, zahlreiche einträgliche Geldgeschäfte zu tätigen, wobei nicht selten Kontakte zu ehemaligen Bürgermeistern oder Ratsmännern eine Rolle spielten. Als der Deutsche Orden in schwerste Bedrängnis geriet, konnte es ihm sogar die enorme Summe von 900 Rheinischen Gulden vorstrecken. Ansonsten sahen die Klosterbrüder ihre Hauptaufgabe in der Seelsorge; darüber hinausgehende besondere kulturelle Leistungen der Klosterbrüder in Schivelbein sind nicht bekannt geworden.
Nachdem das Kloster durch Raub und Angriffe sehr zu leiden gehabt hatte und in der Ausübung seiner kirchlichen Aufgaben stark behindert worden war, stellte es Ende November 1454 Markgraf Friedrich II. von Brandenburg unter seinen persönlichen Schutz.
Im Jahr 1538 befanden sich noch Mönche im Karthaus. Obwohl die Reformation in der Region bereits stattgefunden hatte, wurde das Kloster vermutlich erst 1552 von Markgraf Hans von Küstrin aufgehoben, als er persönlich in Schivelbein anwesend war. Entgegen der bei der Klostergründung getroffenen Vereinbarung wurde das von der Stadtverwaltung ursprünglich zur Verfügung gestellte Klosterareal nicht an die Stadt zurückgegeben, sondern zusammen mit dem Gesamtbesitz des Klosters von ihm rechtswidrig seinen Ämtern zugeschlagen, worin Virchow einen Rechtsbruch sah.
Nach Auflösung des Klosters nach der Reformationszeit entstand daraus ein Gutsbezirk. Im Jahr 1621 kam der Gutsbezirk an einen Zweig der in Hinterpommern zahlreich vertretenen Familie Wachholz. Das Gut hatte im Jahr 1818 nur 24 Einwohner.
Um 1883 erinnerte an das Kloster nur noch ein großer Stein mit gotischen Buchstaben, der vor der Tür des Gutshauses stand. In der Mitte des Steins war die Gestalt eines Ritters eingemeißelt, an den Ecken waren Embleme, und in einer in gotischen Majuskeln verfassten Umschrift war noch deutlich der Name Conrad v. Erlichshausen zu erkennen.

### Sage vom unterirdischen Verbindungsgang zwischen Kloster und Schloss
Einer Erzählung zufolge sollen Kloster und Schloss Schivelbein einmal durch einen unterhalb des Flussbetts der Rega verlaufenden Gang miteinander verbunden gewesen sein. Virchow, der die Reste der Klosterruine 1842 untersuchte, hatte keinerlei Anzeichen für einen unterirdischen Gang gefunden. Klosterstelle und Schloss befinden sich auf derselben Seite der Rega und sind etwa 600 Meter Luftlinie voneinander entfernt.